# Holloman Air Force Base
Holloman AFB is een vliegbasis en plaats (census-designated place) in de Amerikaanse staat New Mexico, en valt bestuurlijk gezien onder Otero County. Het bestaat voornamelijk uit een grote basis van de USAF die de standplaats is van de Lockheed-Martin F-22 Raptor. Daarnaast is ze tegenwoordig de belangrijkste opleidingsplaats voor de "piloten" van drones. Hun aantal overtreft sinds 2011 ruimschoots het aantal conventionele piloten dat Holloman aflevert.

## Demografie
Bij de volkstelling in 2000 werd het aantal inwoners vastgesteld op 2076.

## Geografie
Volgens het United States Census Bureau beslaat de plaats een oppervlakte van
32,8 km², waarvan 32,4 km² land en 0,4 km² water.

## Plaatsen in de nabije omgeving
De onderstaande figuur toont nabijgelegen plaatsen in een straal van 36 km rond Holloman AFB.